# تشيونغ كاي تونغ
تشيونغ كاي تونغ (بالإنجليزية: Cheung Kai Tung) (من مواليد 17 مارس 1983) هو لاعب مبارز بالسلاح من هونغ كونغ.
شارك في دورة الألعاب الآسيوية 2006 في الدوحة، قطر.

## روابط خارجية
- تشيونغ كاي تونغ على موقع الاتحاد الدولي للمبارزة (الإنجليزية)